# Guðjón Árni Antoníusson
Guðjón Árni Antoníusson (ur. 3 września 1983 w Garður) – islandzki piłkarz, obrońca, od 2012 roku piłkarz klubu Hafnarfjarðar. W 2009 roku zadebiutował w reprezentacji Islandii.